# Adolf Lewissohn
Adolf Lewissohn (geboren am 6. Juli 1852 in Berlin-Tempelhof; gestorben am 14. November 1927 in Berlin-Mariendorf) war ein deutsch-jüdischer Kaufmann.

## Leben

Lage und Beschaffenheit des Geländes vom späteren Seebad Mariendorf im Jahr 1870/1871 (in der Bildmitte zwischen Tempelhof und Mariendorf beim Riesen-Pfuhl gelegen)

Adolf Levisson suchte 1879 per Anzeige im Teltower Kreisblatt nach seiner entlaufenen dänischen Dogge

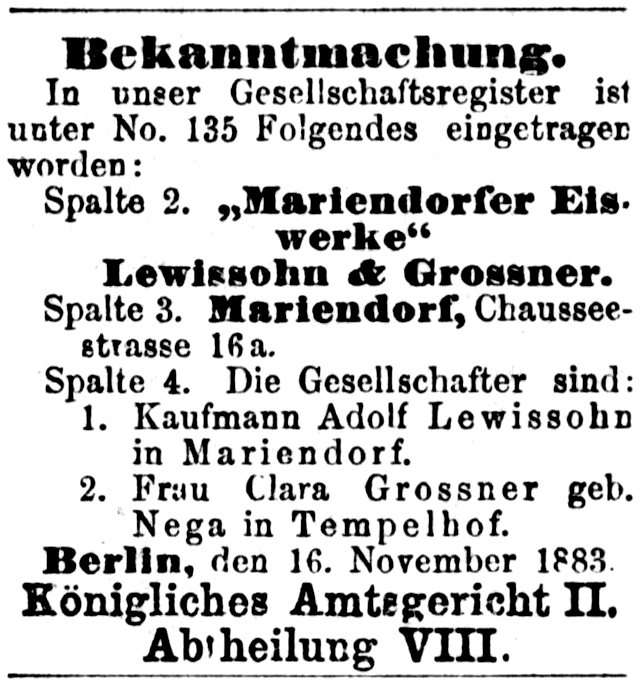
Eintragung der „Mariendorfer Eiswerke“ Lewissohn & Grossner in das Gesellschaftsregister im Jahr 1883

1890 wurde über die Einführung weißer bayerischer Rettiche berichtet, Lövisson stellte dem Großhändler Reitmaier Ackerland zur Verfügung

Das Wohnhaus der Lewissohns und weiter hinten der Eingang des Seebad Mariendorf von der Germelmannbrücke aus gesehen

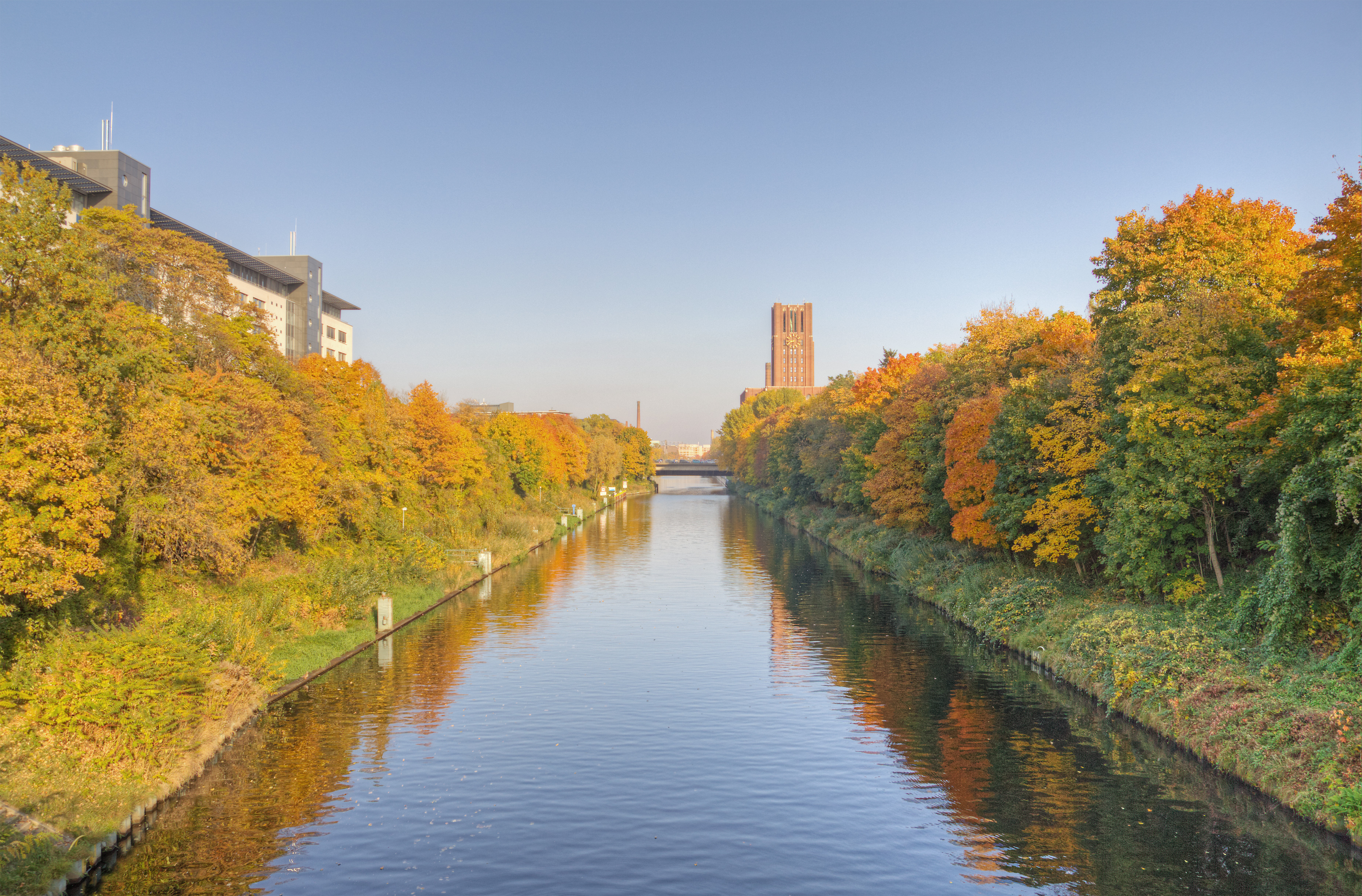
Teltowkanal in Tempelhof; auf der rechten Seite hinter den Bäumen liegen die Ullsteinstraße (ehemaliger Grenzweg) und das ehemalige Seebad Mariendorf

Lewissohns Eltern waren der Kaufmann Salomon Lewisson (geb. 5. August 1805; gest. 18. April 1876 in Mariendorf) und Fanny (geb. Blume oder Bluhme, geb. 11. März 1822 Neubrück Kreis Samter; gest. 17. März 1912 in Hohenschönhausen). In den Berliner Adressbüchern taucht Fanny 1853 zum ersten Mal mit der Adresse Dorfstraße 11 in Tempelhof unter dem Namen Levissohn als Schnittwarenhändlerin und 1862 unter Levisson mit der Tätigkeit Schankwirtin auf. Salomon wurde auf dem Jüdischen Friedhof in der Schönhauser Allee beigesetzt und Fanny am 20. März 1912 auf dem Jüdischen Friedhof in Berlin-Weißensee. Weitere Personendaten zu seinen Eltern sind unbekannt.
Lewissohn hatte zwei Schwestern,  Sara (geb. 8. April 1846 in Tempelhof; gest. 28. September 1922 in Hohenschönhausen) und Pauline (geb. 1851 in Tempelhof; gest. 3. April 1881 in Mariendorf). Pauline starb im Alter von nur 30 Jahren an einer chronischen Gehirn- und Rückenmarkslähmung und wurde am 6. April 1881 auf dem Jüdischen Friedhof Weißensee bestattet. Sara heiratete am 12. Mai 1875 in Tempelhof den gehörlosen Lithografen Karl Friedrich Oskar Rumpf (geb. 10. Juli 1849; gest. 1. Juni 1919 Hohenschönhausen) und zusammen bekamen sie zwischen 1876 und 1884 fünf Kinder (drei Söhne und zwei Töchter). Sie wohnten in der Chausseestraße 16 (heute: Mariendorfer Damm 34) in Mariendorf.
Mit 14 Jahren begann Adolf eine Lehre als Gürtler in Berlin und schloss diese erfolgreich als Handwerker ab. Später führte er als Beruf Handels- oder Kaufmann.
Adolf Lewissohn heiratete am 6. Mai 1887 standesamtlich in Mariendorf Louise Friederike Müller (geb. 11. September 1852 in Tempelhof; gest. 31. März 1931 in Mariendorf), Eishändlerin. Ihr Vater war der Arbeitsmann August Ferdinand Müller (geb. 18. November 1821; gest. 28. Juni 1860) und ihre Mutter die Wäscherin Dorothee Friederike Müller (geb. Schulze, geb. 1821; gest. 9. April 1901). Seine Frau Louise Friederike hatte noch sieben Geschwister, fünf Schwestern und zwei Brüder.
Zusammen hatten sie eine Tochter mit dem Namen Helene Elise Selma (geb. 18. Juni 1874 in Tempelhof; gest. 17. April 1957 in Tempelhof), deren Vaterschaft Adolf knapp ein Jahr nach der Hochzeit am 28. April 1888 gerichtlich anerkannte. Während seine Frau und Tochter protestantisch getauft waren, war er dazu im Gegensatz, wie seine beiden Eltern und Schwestern, jüdischer Religionszugehörigkeit.

## Wirken in Tempelhof und Mariendorf
Im Jahr 1871 kaufte sein Vater Salomon Lewissohn vom Rittergut Tempelhof ein Grundstück von ca. 9,5 Morgen Größe, das einerseits aus Acker und andererseits aus einer nassen, zum Teil mit hohen Sumpf- und Wasserpflanzen überwucherten Moorwiese bestand, die in vielen Monaten mit Wasser bedeckt war. Diese nordwestliche Liegenschaft der damaligen Gemarkung Mariendorf gehörte zu dieser Zeit noch zu Tempelhof und bildete die Grenze zu Mariendorf, daher auch die Bezeichnung Grenzweg.
Das Grundstück lag außerdem im Bereich einer Tümpel- und Seenkette und gehörte zu einem alten Flusstal, das weiter westlich den Namen Bäketal trägt und rund 30 Jahre später dem Teltowkanal als Grundlage diente. Auch wenn der Kanal dann aufgrund der Intervention von Adolf Lewissohn nicht auf Mariendorfer Gebiet, sondern auf der Tempelhofer Seite gebaut wurde.
Adolf Lewissohn gründete und baute ab 1872 das Seebad Mariendorf, das im Jahr 1876 eröffnet wurde.
In den Wintermonaten wurden die Tümpel und Wasserflächen der Tempelhofer und Mariendorfer Feldmark, die von Lewissohn gepachtet wurden, zur Gewinnung von Natureis genutzt. Da man die künstliche Eisgewinnung noch nicht kannte, war man auf Natureis angewiesen und als Hauptabnehmer ließen sich z. B. die Bierbrauereien am Kreuzberg in Berlin die Eiskeller füllen oder auch die umliegenden Schlachthäuser, die noch keine Kühlhäuser hatten. Die Mariendorfer Eiswerke waren zu dieser Zeit sehr bekannt.
Mitte der 1890er Jahre begann Adolf als Terrain- und Hypothekenmakler mit der Vermittlung von Grundstücken. Mit dem Tempelhofer Bürgermeister Friedrich Mussehl (1855–1912) und dem Direktor der Tempelhofer Terrain-Gesellschaft, Rechtsanwalt Oscar Hinze, verband ihn eine enge freundschaftliche Beziehung. Des Weiteren soll er später auch starken Einfluss auf die Planung des Tempelhofer Industriegebietes genommen haben.
Im Jahr 1899 gelang es ihm, zusammen mit seinem Freund Adolf Auerbach, die einzelnen Besitzer aus Lankwitz und Mariendorf gemeinsam dazu zu bringen, eine ca. 300 Morgen große Fläche an die Imperial Continental Gas Association zu verkaufen, die darauf das Gaswerk Mariendorf errichtete. Das Gaswerk war bis 1912 der größte Steuerzahler in Mariendorf, durch diese Einnahmen konnten z. B. das Rathaus und das Eckener-Gymnasium sowie zahlreiche Gemeindestraßen gebaut werden.
Zwischen 1900 und 1906 wurde der Teltowkanal gebaut und in dieser Zeit sollen der Teltower Landrat Ernst von Stubenrauch, auch als „Vater“ des Teltowkanals bezeichnet, und das für den gesamten Bau mit Schleusen und Nebengebäuden wie dem Speicher im Hafen Tempelhof verantwortliche Ingenieurbüro Havestadt & Contag sich oft bei Lewissohn  Rat und Unterstützung geholt haben.
1917 wurde Adolf Lewissohn zum Geschäftsführer der Allgemeinen Tempelhofer Terrain Gesellschaft mit beschränkter Haftung bestellt.
Ende Februar 1919 wird ein Bericht des Arbeiterrates in Mariendorf veröffentlicht, in dem Adolf Lewissohn der Hinterziehung von Lebensmitteln beschuldigt wurde, die zur Verpflegung der Insassen des Lazaretts im Seebad Mariendorf während des Ersten Weltkrieges dienen sollten. Laut eines  Briefes von ihm wurden die Beschlagnahmungen des Arbeiterrates am 9. Februar 1919 wieder aufgehoben und ihm wieder die Verfügung über die Vorräte übertragen. Adolf Lewissohn kündigte wegen dieser Anschuldigungen den Vertrag zur Verpflegung der Insassen und löste das Lazarett zum März 1919 auf.
1921 wird die Allgemeine Tempelhofer Terrain GmbH durch Adolf Lewissohn aufgelöst.

## Tod
Adolf Lewissohn starb im 76. Lebensjahr am 14. November 1927. Die Tahara und Einsargung fanden auf dem Jüdischen Friedhof Weißensee statt. Bei seiner Einäscherung am 18. November 1927 im Weddinger Krematorium Gerichtstraße hielt der bekannte Rabbiner Malwin Warschauer von der Neuen Synagoge in der Oranienburger Straße die Traueransprache und sein ältester Freund, der Tempelhofer Landschaftsmaler Julius Bodenstein, die Abschiedsrede bei der Beerdigung auf dem Kirchhof Mariendorf II.
Bürgermeister Reinhard Bruns-Wüstefeld hatte im Namen des Bezirksamtes seiner Witwe das herzlichste Beileid ausgesprochen. „Der Verstorbene habe sich durch die Errichtung einer vorbildlichen Seebadeanstalt in unserem an Badegelegenheiten sehr armen Bezirk sehr große Verdienste erworben“.
Adolf Lewissohn wurde am 23. November auf dem Kirchhof Mariendorf II an der Friedenstraße in der Grabstelle Abt. III Nr. 91 beerdigt. 1931 folgten ihm dort seine Frau Luise und 1957 seine Tochter Helene.

## Ehrungen

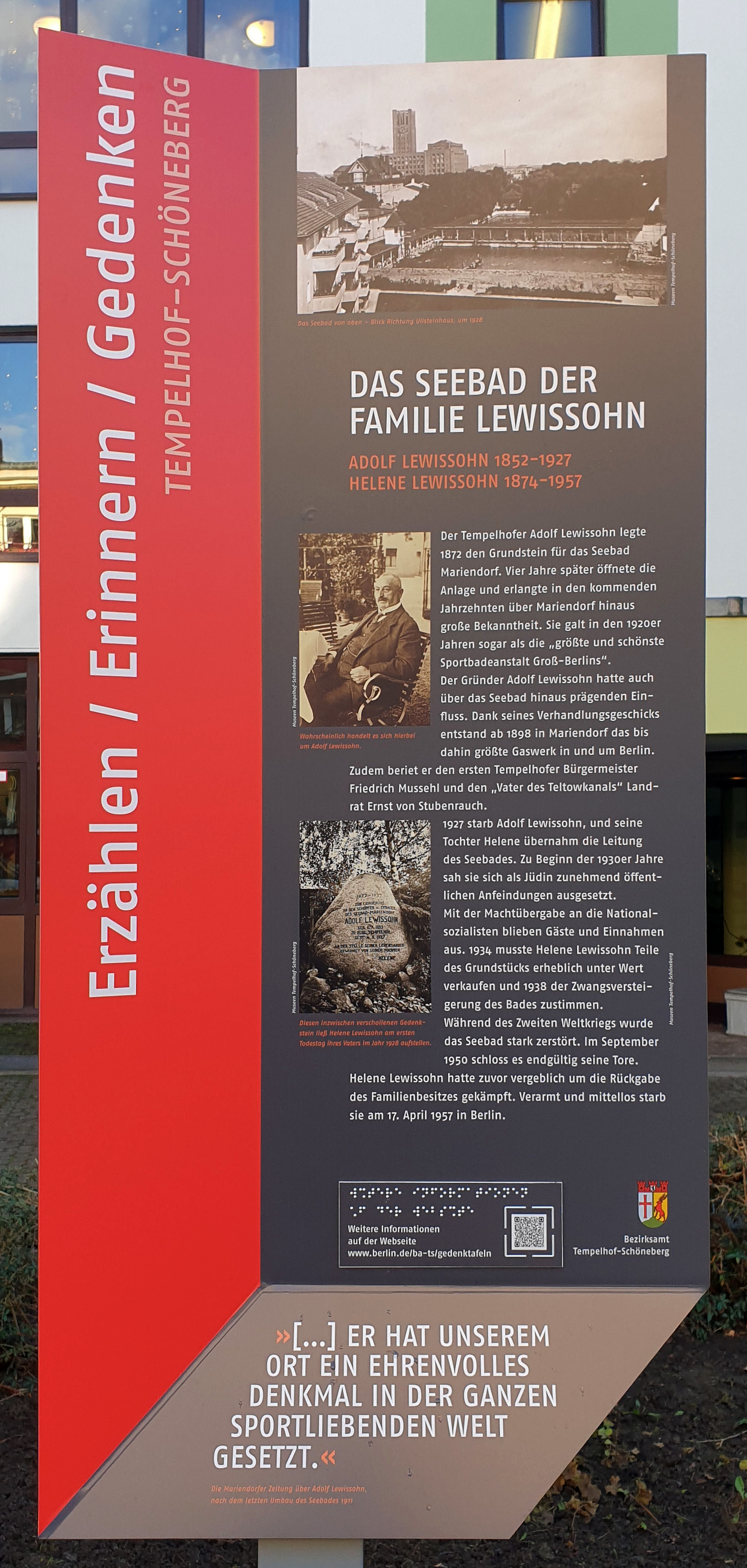
Gedenktafel in Mariendorf vor der Seniorenresidenz Alloheim, Ullsteinstraße 159

Im Jahr 1928 wurde ein Jahr nach seinem Tod von der Tochter Helene im Privatpark vom Seebad ein Findling mit Widmung aufgestellt. Auf diesem Stein stand:
| 1872–1927 Zur Erinnerung an den Schöpfer u. Erbauer des Seebad-Mariendorf Adolf Lewissohn geb. 6.7.1852 zu Berl. Tempelhof gest. am 14.11.1927 An der Stelle seiner Lebensarbeit Gewidmet von seiner Tochter Helene |

Der Verbleib des Findlings ist heute unbekannt. Eventuell wurde der Stein schon während der Zeit des Nationalsozialismus in den 1930er Jahren nach der Zwangsenteignung entfernt, spätestens aber in Mitte der 1950er Jahre zusammen mit anderen Findlingen an der Steingrotte, als das Seebad zugeschüttet wurde.
Seitdem auch die Grabstätten der Familie Lewissohn auf dem Friedhof Mariendorf II 30 Jahre nach dem Tod von Helene im Jahr 1987 abgeräumt wurden, gibt es auf die Familie im Bezirk Tempelhof-Schöneberg oder dem Ortsteil Mariendorf keinen öffentlichen Hinweis mehr.
Seit 2016 gab es eine Initiative, den Namen der Familie Lewissohn wieder aus dem Vergessen zu holen und dafür den Neubau eines Multifunktionsbades nach Helene Lewissohn zu benennen, das am Standort des bisherigen Kombibades Mariendorf am Ankogelweg in Mariendorf 2025 eröffnet werden sollte.
Am 13. September 2016 stellte die Fraktion der Linken gemeinsam mit der Fraktion der SPD in der Bezirksverordnetenversammlung (BVV) Tempelhof-Schöneberg dazu den Antrag. Aufgrund dessen wurde in der Sitzung am 16. November 2016 gegen die Stimmen der AfD-Fraktion beschlossen, sich beim Bezirksamt und den zuständigen Stellen dafür einzusetzen, dass der Name der Familie Lewissohn eine öffentliche Würdigung in Mariendorf erfährt.
Am 11. Juli 2017 stellte die Fraktion der Linken in der BVV Tempelhof-Schöneberg einen Antrag, um das Gedenken an Adolf Lewissohn im Ortsteil Mariendorf zu realisieren. Adolf Lewissohn sei als verdienter Bürger des Bezirks völlig vergessen und eine Gedenktafel zu seinen Ehren angesichts seiner Leistungen für den heutigen Ortsteil Mariendorf unverzichtbar. Die Gedenktafel soll an seiner damaligen Wirkungsstätte (also dem ehemaligen Seebad und Wohnhaus) und in Abstimmung mit dem heutigen Grundstückseigentümer, der Alloheim Senioren-Residenz ‚Ullsteinstraße‘, so angebracht werden, dass sie vor antisemitisch motivierten Angriffen geschützt ist.
Am 20. März 2019 wurden zwei weitere Anträge zum Leben und Wirken der Familie Lewissohn in die BVV Tempelhof-Schöneberg eingebracht, zum einen soll am 6. Juli 2019 im Rahmen einer Gedenkveranstaltung an den Geburtstag von Adolf Lewissohn erinnert werden und zum anderen soll durch eine Wanderausstellung zur Sportgeschichte in Mariendorf das Gedenken an Adolf und Helene Lewissohn wachgehalten werden.
2021 wurde im Tempelhof Museum in der Sonderausstellung '„Kommt schwimmen.“ Das Seebad Mariendorf 1876–1950' auch an Adolf Lewissohn und seine Tochter Helene Lewissohn erinnert.
Ende 2022 wurde mit gestiegenen Baukosten begründet, dass nur in Pankow ein Multifunktionsbad gebaut und das in Mariendorf vorhandene Kombibad stattdessen saniert wird. Eine Benennung nach Helene Lewissohn steht damit nach aktueller Kenntnis nicht mehr in Aussicht.
Am 29. November 2024 wurde die Gedenktafel zum Seebad der Familie Lewissohn vor der Seniorenresidenz Alloheim, Ullsteinstraße 159, offiziell eingeweiht.